# 1. liga 2004-2005
La 1. liga 2004-2005, dodicesima edizione del torneo, vide la vittoria finale dello Sparta Praga.
Capocannoniere del torneo fu Tomáš Jun (Sparta Praga), con 14 reti.

## Avvenimenti
Lo Slovácko inizia la stagione partendo da -12 in classifica, Opava e Slovan Liberec da -6. A fine stagione risulteranno decisivi: il Liberec perde un posto verso l'Europa, l'Opava non sarebbe riuscito ad evitare la retrocessione mentre lo Slovácko chiude in zona retrocessione.
Il Brno sale da solo in vetta al campionato dopo tre turni. Lo Sparta Praga trova la prima posizione alla quinta giornata e la conserva fino al termine del torneo: dietro, la lotta per il secondo posto è vinta dallo Slavia Praga sul Teplice (a 53 punti entrambi) e sul Sigma Olomouc (51).

## Classifica finale
|     | Classifica         | G  | V  | N  | P  | GF | GS | Pt |
| --- | ------------------ | -- | -- | -- | -- | -- | -- | -- |
| 1.  | Sparta Praga       | 30 | 20 | 4  | 6  | 53 | 28 | 64 |
| 2.  | Slavia Praga       | 30 | 15 | 8  | 7  | 39 | 25 | 53 |
| 3.  | Teplice            | 30 | 14 | 11 | 5  | 36 | 27 | 53 |
| 4.  | Sigma Olomouc      | 30 | 15 | 6  | 9  | 39 | 34 | 51 |
| 5.  | Slovan Liberec*    | 30 | 14 | 10 | 6  | 45 | 26 | 46 |
| 6.  | Jablonec           | 30 | 12 | 9  | 9  | 33 | 27 | 45 |
| 7.  | Baník Ostrava      | 30 | 9  | 10 | 11 | 33 | 36 | 37 |
| 8.  | Drnovice           | 30 | 9  | 8  | 13 | 30 | 34 | 35 |
| 9.  | Marila Příbram     | 30 | 9  | 8  | 13 | 30 | 41 | 35 |
| 10. | Tescoma Zlín       | 30 | 7  | 12 | 11 | 29 | 35 | 33 |
| 11. | Brno               | 30 | 9  | 6  | 15 | 30 | 42 | 33 |
| 12. | Slovácko*          | 30 | 10 | 14 | 6  | 30 | 22 | 32 |
| 13. | Chmel Blšany       | 30 | 7  | 11 | 12 | 25 | 38 | 32 |
| 14. | Mladá Boleslav     | 30 | 6  | 13 | 11 | 26 | 35 | 31 |
| 15. | Dyn. Č. Budějovice | 30 | 6  | 7  | 17 | 28 | 39 | 25 |
| 16. | Opava*             | 30 | 5  | 9  | 16 | 25 | 42 | 18 |

*Opava e Slovan Liberec penalizzate di 6 punti; Slovácko penalizzato di 12 punti

### Verdetti
- Sparta Praga Campione della Repubblica Ceca 2004-05.
- Dynamo České Budějovice e Opava retrocesse in Druhá liga.
- Drnovice non ammesso alla stagione successiva per problemi finanziari.

## Statistiche e record

### Classifica marcatori
| Gol |  |  | Giocatore       | Squadra            |
| --- |  |  | --------------- | ------------------ |
| 14  |  |  | Tomáš Jun       | Sparta Praga       |
| 12  |  |  | Luděk Zelenka   | Brno               |
| 10  |  |  | Stanislav Vlček | Slavia Praga       |
| 10  |  |  | Jiří Mašek      | Teplice            |
| 9   |  |  | Marek Kulič     | Dyn. Č. Budějovice |
| 9   |  |  | Michal Pospíšil | Slovan Liberec     |

### Capoliste solitarie
- 3ª giornata:  Zbrojovka Brno
- Dalla 5ª alla 30ª giornata:  Sparta Praga

### Record
- Maggior numero di vittorie:  Sparta Praga (20)
- Minor numero di sconfitte:  Teplice (5)
- Migliore attacco:  Sparta Praga (53 gol fatti)
- Miglior difesa:  Slovácko (22 gol subiti)
- Miglior differenza reti:  Sparta Praga (+25)
- Maggior numero di pareggi:  Slovácko (14)
- Minor numero di pareggi:  Sparta Praga (4)
- Minor numero di vittorie:  Opava (5)
- Maggior numero di sconfitte:  Dyn. Č. Budějovice (17)
- Peggiore attacco:  Chmel Blšany e  Opava (25 gol fatti)
- Peggior difesa:  Brno e  Opava (42 gol subiti)
- Peggior differenza reti:  Opava (-17)